# Coupe d'Algérie de basket-ball 1981-1982
Navigation
Coupe d'Algérie 1980-1981 Coupe d'Algérie 1982-1983
La Coupe d'Algérie 1981-1982 est la 13e édition de la Coupe d'Algérie de basket-ball, compétition à élimination directe mettant aux prises des clubs de basket-ball amateurs et professionnels affiliés à la fédération algérienne de basket-ball.

## finale
- ? juillet 1982 a alger (salle harcha hacen) , mahussein dey - mpalger (89 - 82) .

- MAHD : rekik , adel , neboudi ,tayeb benabbés , barka , gharbi , ait braham , charbel , filali , semani , mostefai . 
*  MPALGER : boumaiza , cherabi , chochou , boulouh , driss , laamari , aktouf , roumane , haddadi , zine d , mezouane , zine h , salemkour , * entraineur : bencheman h .